# Zespół Pieśni i Tańca Mały Śląsk
Zespół Pieśni i Tańca "Mały Śląsk" – polski zespołów folklorystyczny założony w Radzionkowie w 1973 roku przez Ewalda Sosnę. Od samego początku zespół ma siedzibę w Centrum Kultury Karolinka (dawna nazwa Środowiskowy Dom Kultury). W ciągu wielu lat istnienia zdobywał liczne nagrody i wyróżnienia na przeglądach i festiwalach krajowych i zagranicznych. Zespół koncertował w Portugalii, w Czechach, na Węgrzech, na Ukrainie, w Finlandii, w Niemczech, we Francji, w Hiszpanii, w Turcji, w Belgii, w Meksyku oraz we Włoszech. "Mały Śląsk" prezentuje w swoim programie tańce narodowe oraz regionalne tańce polskie. Zespół jest objęty patronatem przez Państwowy Zespół Pieśni i Tańca "Śląsk" im. Stanisława Hadyny z Koszęcina. W latach 1999, 2001, 2003, 2005, 2014 i 2017 "Mały Śląsk" był gospodarzem Międzynarodowego Festiwalu Dziecięcych Zespołów Folklorystycznych "Fyrtek". Podczas tych czterech edycji wystąpiły w Radzionkowie zespoły z Włoch, Finlandii, Bułgarii, Estonii, Niemiec, Ukrainy, Węgier, Czech, Chorwacji, Litwy, Białorusi, Słowacji,Rumunii oraz Gruzji. W roku 2003 zespół został uhonorowany przez Związek Górnośląski promocyjną Nagrodą im. Wojciecha Korfantego oraz Złotą Odznaką "Zasłużony dla Województwa Śląskiego". W 2018 roku z okazji jubileuszu 45-lecia, zespół został nagrodzony odznaką honorową „Zasłużony dla Kultury Polskiej” nadaną przez Ministra Kultury i Dziedzictwa Narodowego.